# Bilance služeb

Bilance služeb

Bilance služeb je část běžného účtu platební bilance, která zachycuje vývoz a dovoz služeb mezi domácí ekonomikou a zahraničím za určité období. 
Saldo bilance služeb je zvyšováno příjmy ze služeb, které poskytují domácí subjekty, např. z cestovního ruchu, dopravy, finančních a právních služeb. Snižováno je výdaji na obdobné služby, které poskytují zahraniční subjekty. K vyrovnání rozdílu (nulové saldo) dochází, pokud jsou hodnoty na obou stranách hodnotově vyrovnané. Záporné saldo vyjadřuje závislost země na službách dovážených ze zahraničí, kladné saldo naopak vyjadřuje vnitřní přebytek služeb a převažující export.
Ostatními složkami běžného účtu platební bilance jsou obchodní bilance, bilance výnosů a bilance běžných převodů. Bilance služeb spolu s obchodní bilancí tvoří tzv. výkonovou bilanci. Ačkoli obchodní bilance je chápána jako nejdůležitější součást běžného účtu, ve většině zemí bilance služeb postupně nabývá výraznější podíl. Pokud je např. deficitní bilance služeb a má být udržen vyrovnaný běžný účet, je třeba, aby byl tento deficit vyvážen přebytkovou bilancí obchodní, výnosovou nebo běžných převodů. Typickými případy s nízkou obchodní bilancí a vysokou bilancí služeb jsou země bez silného průmyslu, závislé na turistice, jako např. Rakousko nebo Egypt. Je-li deficitní běžný účet jako celek, musí dojít k vyrovnání přebytkem na finančním účtu nebo případně snížením devizových rezerv.